# Martinete
Le martinete est un palo du flamenco.

## Présentation
Le martinete est une forme de toná ; il est donc apparenté à la carcelera et à la debla et se chante généralement sans accompagnement musical. Le martinete tient son nom du marteau des forgerons et des chaudronniers qui s'accompagnaient au rythme du marteau en chantant.